# Пальник

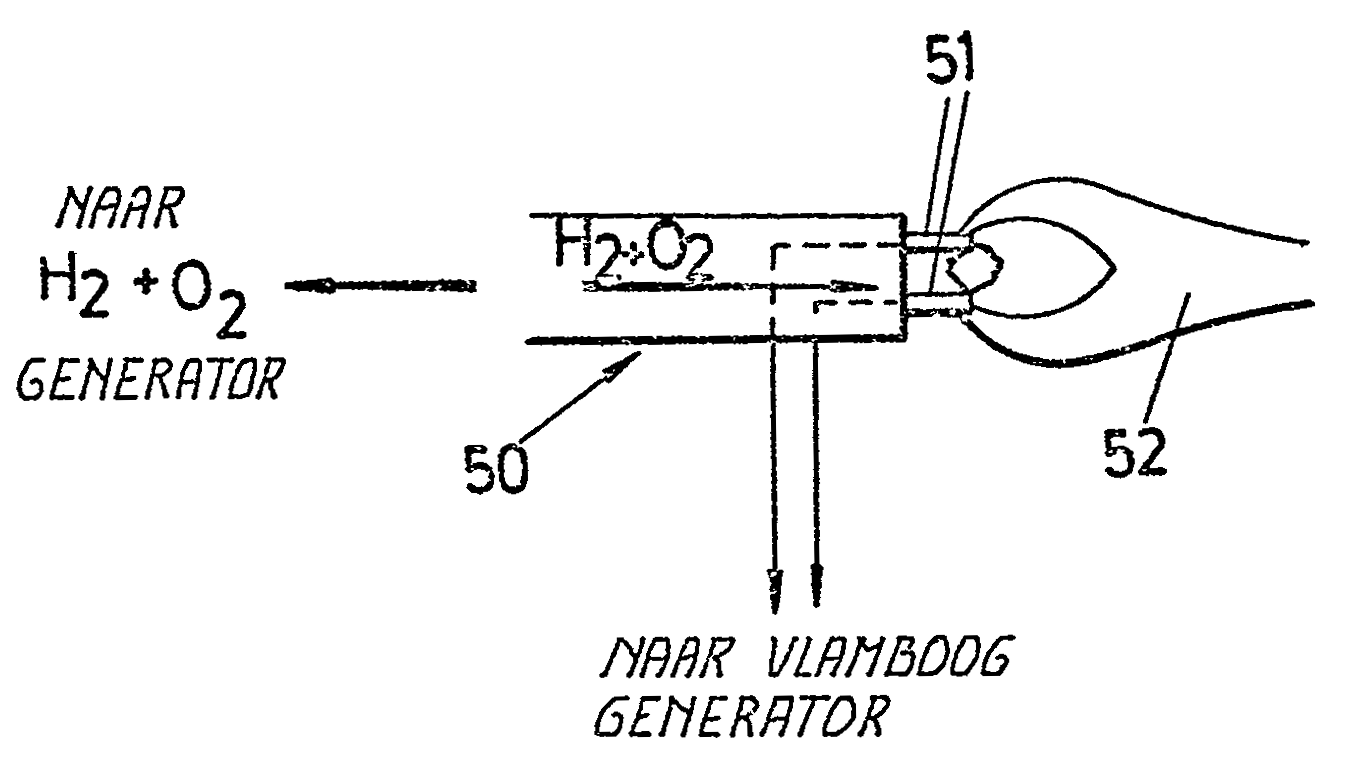
Схема водневого пальника.

Пальни́к, іноді горі́лка — прилад для спалювання горючої рідини або газу з певною метою. Застосовується, наприклад, у підігрівачах нафти. Пальником також називають взагалі частину якої-небудь установки, де утворюється дуже висока температура. Використовують пальники як для освітлення, так і для нагрівання.

## Різновиди
Газові пальники розділяються на пальники з відкритим полум'ям, аргандові, регенеративні та пальники розжарювання.
- Пальник з відкритим полум'ям — найменш економічний з усіх пальників. Буває розрізним і з 1—2 отворами.
- Аргандовий пальник винайдено французьким фізиком Ф. П. А. Аргандом — первісно для олійних ламп, потім застосовано для газу. Тут газ витікає з ряду отворів, зроблених в кільці з каоліну або порцеляни. Пальник забезпечений склом і часто має ще металевий конус. Повітря притікає до полум'я зсередини і зовні; проходячи біля сильно нагрітих металевих частин і скла, воно нагрівається.
- Регенеративний пальник продукти горіння утилізувалися для попереднього нагріву газу і повітря.
- Пальник розжарювання. У них світильний газ не горить світним полум'ям, а служить для розжарювання поміщеного в нього твердого тіла. Пальники за конструкцією нагадують звичайний бунзеновський пальник. Для розжарювання уживається конус з платинової сітки або із золи, що отримується при прожаренні шерстяної і бавовняної тканини, просоченої солями рідкісних металів групи церію (церій, лантан і інші).
- Пальник Ауера — найбільш поширений. Витрата газу в них на 1 свічу у годину падає до 1,5 літра; але з часом сила світла слабшає.
- Пальники для нагрівання влаштовані так, що світильний газ перед горінням заздалегідь змішується в них з таким об'ємом повітря, який необхідне для повного горіння. Полум'я виходить майже безбарвне і найвищої температури. Найпростіше влаштований звичайний лабораторний бунзенівський пальник. Газ витікає з вузької трубки, що знаходиться у опорі пальника; на неї надіта ширша і довша трубка з отворами з боків для притоку повітря. Газові пальники мають безліч застосувань (для лабораторних, кухонних цілей, опалювання кімнат та ін.).

## Конфорка
- Конфо́рка[2] (комфорка[3][4], заст. камфорка[5]; від нід. komfoor («жаровня», «плитка», «спиртівка») < ст.-фр. caffor, chaufoire («котел для води»)[5][6]) — пальник кухонної плити, прикритий решіткою або споряджений ріжками (таганом), на який ставлять посуд під час приготування їжі. Конфорками споряджають і інші нагрівальні прилади з пальниками — керосинки, керогази, примуси, а також дровяні печі. Конфорка самовара — тримач для заваркового чайника в його верхній частині[2].